# Copa Davis de 2010 - Zona das Américas
A Zona das Américas é uma das 3 zonas regionais da Copa Davis.

## Grupo I
|                                                              | 2ª Rodada Play-offs 17-19 setembro                           | 2ª Rodada Play-offs 17-19 setembro                           | 2ª Rodada Play-offs 17-19 setembro                           |                                                              |  | 1ª Rodada Play-offs 9-11 julho | 1ª Rodada Play-offs 9-11 julho | 1ª Rodada Play-offs 9-11 julho |  |                                     | 1ª Rodada 5-7 março                 | 1ª Rodada 5-7 março                 | 1ª Rodada 5-7 março                 |  |                                                              | 2ª Rodada 7-9 maio                                           | 2ª Rodada 7-9 maio                                           | 2ª Rodada 7-9 maio                                           |                                                              |                                      |
|                                                              |                                                              |                                                              |                                                              |                                                              |  |                                |                                |                                |  |                                     |                                     |                                     |                                     |  |                                                              |                                                              |                                                              |                                                              |                                                              |                                      |
|                                                              |                                                              |                                                              |                                                              |                                                              |  |                                |                                |                                |  |                                     |                                     |                                     |                                     |  |                                                              |                                                              |                                                              |                                                              |                                                              |                                      |
|                                                              |                                                              |                                                              |                                                              |                                                              |  |                                |                                |                                |  |                                     |                                     | Brasil                              |                                     |  |                                                              |                                                              |                                                              |                                                              |                                                              |                                      |
|                                                              |                                                              |                                                              |                                                              |                                                              |  |                                |                                |                                |  |                                     |                                     | bye                                 |                                     |  |                                                              | Bauru, Brasil                                                | Bauru, Brasil                                                | Bauru, Brasil                                                | Bauru, Brasil                                                | Bauru, Brasil                        |
|                                                              |                                                              |                                                              |                                                              |                                                              |  |                                | bye                            |                                |  |                                     |                                     |                                     |                                     |  |                                                              | Brasil                                                       | 5                                                            |                                                              |                                                              |                                      |
|                                                              |                                                              |                                                              |                                                              |                                                              |  |                                | República Dominicana           |                                |  | Santo Domingo, República Dominicana | Santo Domingo, República Dominicana | Santo Domingo, República Dominicana | Santo Domingo, República Dominicana |  |                                                              | Uruguai                                                      | 0                                                            |                                                              |                                                              |                                      |
|                                                              |                                                              |                                                              |                                                              |                                                              |  |                                |                                |                                |  |                                     | República Dominicana                | 1                                   |                                     |  |                                                              |                                                              |                                                              |                                                              |                                                              |                                      |
|                                                              | Toronto, Canadá                                              | Toronto, Canadá                                              | Toronto, Canadá                                              | Toronto, Canadá                                              |  |                                |                                |                                |  |                                     | Uruguai                             | 4                                   |                                     |  |                                                              |                                                              |                                                              |                                                              |                                                              |                                      |
|                                                              |                                                              | República Dominicana                                         | 0                                                            |                                                              |  |                                |                                |                                |  |                                     |                                     |                                     |                                     |  |                                                              |                                                              |                                                              |                                                              |                                                              |                                      |
|                                                              |                                                              | Canadá                                                       | 5                                                            |                                                              |  |                                |                                |                                |  |                                     |                                     |                                     |                                     |  |                                                              |                                                              |                                                              |                                                              |                                                              |                                      |
|                                                              |                                                              |                                                              |                                                              |                                                              |  |                                |                                |                                |  |                                     |                                     | bye                                 |                                     |  |                                                              |                                                              |                                                              |                                                              |                                                              |                                      |
|                                                              |                                                              |                                                              |                                                              |                                                              |  |                                |                                |                                |  |                                     |                                     | Canadá                              |                                     |  |                                                              | Bogotá, Colômbia (de 5 a 7 de março)                         | Bogotá, Colômbia (de 5 a 7 de março)                         | Bogotá, Colômbia (de 5 a 7 de março)                         | Bogotá, Colômbia (de 5 a 7 de março)                         | Bogotá, Colômbia (de 5 a 7 de março) |
|                                                              |                                                              |                                                              |                                                              |                                                              |  | Canadá                         |                                |                                |  |                                     |                                     |                                     |                                     |  | Canadá                                                       | 1                                                            |                                                              |                                                              |                                                              |                                      |
|                                                              |                                                              |                                                              |                                                              |                                                              |  |                                | bye                            |                                |  |                                     |                                     |                                     |                                     |  |                                                              | Colômbia                                                     | 4                                                            |                                                              |                                                              |                                      |
|                                                              |                                                              |                                                              |                                                              |                                                              |  |                                |                                |                                |  |                                     | bye                                 |                                     |                                     |  |                                                              |                                                              |                                                              |                                                              |                                                              |                                      |
|                                                              |                                                              |                                                              |                                                              |                                                              |  |                                |                                |                                |  |                                     |                                     | Colômbia                            |                                     |  |                                                              |                                                              |                                                              |                                                              |                                                              |                                      |
| República Dominicana está rebaixado para o Grupo II em 2011. | República Dominicana está rebaixado para o Grupo II em 2011. | República Dominicana está rebaixado para o Grupo II em 2011. | República Dominicana está rebaixado para o Grupo II em 2011. | República Dominicana está rebaixado para o Grupo II em 2011. |  |                                |                                |                                |  |                                     |                                     |                                     |                                     |  | Colômbia e Brasil avançam para a Repescagem do Grupo Mundial | Colômbia e Brasil avançam para a Repescagem do Grupo Mundial | Colômbia e Brasil avançam para a Repescagem do Grupo Mundial | Colômbia e Brasil avançam para a Repescagem do Grupo Mundial | Colômbia e Brasil avançam para a Repescagem do Grupo Mundial |                                      |

## Grupo II
|                                                     | Play-offs 9-11 julho                                | Play-offs 9-11 julho                                | Play-offs 9-11 julho                                |                                                     |                          | 1ª Rodada 5-7 março      | 1ª Rodada 5-7 março      | 1ª Rodada 5-7 março      |                   |                   | 2ª Rodada 9-11 julho  | 2ª Rodada 9-11 julho  | 2ª Rodada 9-11 julho  |                       |                                     | 3ª Rodada 17-19 setembro            | 3ª Rodada 17-19 setembro            | 3ª Rodada 17-19 setembro            |                                     |  |
|                                                     |                                                     |                                                     |                                                     |                                                     |                          |                          |                          |                          |                   |                   |                       |                       |                       |                       |                                     |                                     |                                     |                                     |                                     |  |
|                                                     |                                                     |                                                     |                                                     |                                                     |                          | Lima, Peru               |                          |                          |                   |                   |                       |                       |                       |                       |                                     |                                     |                                     |                                     |                                     |  |
|                                                     |                                                     |                                                     |                                                     |                                                     |                          |                          | Peru                     | 5                        |                   |                   |                       |                       |                       |                       |                                     |                                     |                                     |                                     |                                     |  |
|                                                     | Cochabamba, Bolívia                                 | Cochabamba, Bolívia                                 | Cochabamba, Bolívia                                 | Cochabamba, Bolívia                                 |                          |                          | El Salvador              | 0                        |                   |                   | Maracaibo, Venezuela  | Maracaibo, Venezuela  | Maracaibo, Venezuela  | Maracaibo, Venezuela  | Maracaibo, Venezuela                |                                     |                                     |                                     |                                     |  |
|                                                     |                                                     | El Salvador                                         | 4                                                   |                                                     |                          |                          |                          |                          |                   |                   | Peru                  | 1                     |                       |                       |                                     |                                     |                                     |                                     |                                     |  |
|                                                     |                                                     | Bolívia                                             | 1                                                   |                                                     | La Paz, Bolívia          | La Paz, Bolívia          | La Paz, Bolívia          | La Paz, Bolívia          |                   |                   | Venezuela             | 3                     |                       |                       |                                     |                                     |                                     |                                     |                                     |  |
|                                                     |                                                     |                                                     |                                                     |                                                     |                          | Venezuela                | 4                        |                          |                   |                   |                       |                       |                       |                       |                                     |                                     |                                     |                                     |                                     |  |
|                                                     |                                                     |                                                     |                                                     |                                                     |                          |                          | Bolívia                  | 1                        |                   |                   |                       |                       |                       |                       |                                     |                                     |                                     |                                     |                                     |  |
|                                                     |                                                     |                                                     |                                                     |                                                     |                          |                          |                          |                          |                   |                   |                       |                       |                       |                       |                                     |                                     | Venezuela                           | 1                                   |                                     |  |
|                                                     |                                                     |                                                     |                                                     |                                                     |                          | Lambaré, Paraguai        | Lambaré, Paraguai        | Lambaré, Paraguai        | Lambaré, Paraguai | Lambaré, Paraguai |                       |                       |                       |                       |                                     |                                     | México                              | 4                                   |                                     |  |
|                                                     |                                                     |                                                     |                                                     |                                                     |                          |                          | Antilhas Neerlandesas    | 1                        |                   |                   |                       |                       |                       |                       |                                     |                                     |                                     |                                     |                                     |  |
|                                                     | Guatemala                                           | Guatemala                                           | Guatemala                                           | Guatemala                                           |                          |                          | Paraguai                 | 4                        |                   |                   | Encarnacion, Paraguai | Encarnacion, Paraguai | Encarnacion, Paraguai | Encarnacion, Paraguai | Encarnacion, Paraguai               |                                     |                                     |                                     |                                     |  |
|                                                     |                                                     | Antilhas Neerlandesas                               | 3                                                   |                                                     |                          |                          |                          |                          |                   |                   | Paraguai              | 1                     |                       |                       |                                     |                                     |                                     |                                     |                                     |  |
|                                                     |                                                     | Guatemala                                           | 2                                                   |                                                     | Cidade do México, México | Cidade do México, México | Cidade do México, México | Cidade do México, México |                   |                   | México                | 4                     |                       |                       |                                     |                                     |                                     |                                     |                                     |  |
|                                                     |                                                     |                                                     |                                                     |                                                     |                          | Guatemala                | 0                        |                          |                   |                   |                       |                       |                       |                       |                                     |                                     |                                     |                                     |                                     |  |
|                                                     |                                                     |                                                     |                                                     |                                                     |                          |                          | México                   | 5                        |                   |                   |                       |                       |                       |                       |                                     |                                     |                                     |                                     |                                     |  |
| Bolívia e Guatemala disputarão o Grupo III em 2011. | Bolívia e Guatemala disputarão o Grupo III em 2011. | Bolívia e Guatemala disputarão o Grupo III em 2011. | Bolívia e Guatemala disputarão o Grupo III em 2011. | Bolívia e Guatemala disputarão o Grupo III em 2011. |                          |                          |                          |                          |                   |                   |                       |                       |                       |                       | México disputará o Grupo I em 2011. | México disputará o Grupo I em 2011. | México disputará o Grupo I em 2011. | México disputará o Grupo I em 2011. | México disputará o Grupo I em 2011. |  |

## Grupo III
Ocorreu de 7 a 11 de julho em Salinas, Porto Rico.
- Jamaica e  Haiti avançam para o Grupo II em 2011.
- Bermuda e  Costa Rica são rebaixados para o Grupo IV em 2011.

## Grupo IV
Ocorreu de 29 de junho a 3 de julho na Cidade do Panamá, Panamá
- Barbados e  Honduras avançam para o Grupo III em 2011.